# 语义信息
语义信息（英語：semantic information）在传媒行业指语言文字提供的信息，在计算机行业指有意义的数据提供的信息，在科学哲学领域泛指任何一种有意义的语言、文字、符号、数据、公式、理论等提供的信息。

## 科学哲学领域
从科学哲学领域的角度说，不只是日常语言提供的信息，GPS和温度表提供的信息， 甚至电池正负号提供的信息也都是语义信息。因为电池上一个加号（+）等价于一个命题：“这是正极”。语义信息的概念主要是用以区别Shannon信息的。

### 与Shannon信息论的比较
1. 语义信息与信号（message）的含义及知识有关，存在对错问题；Shannon信息与信号含义或知识无关，不存在对错问题（Floridi，2011）。
2. 语义信息可以包含在单个信号（message）或命题中，而Shannon信息只能存在于一连串信号中，只能通过统计得到平均信息（Shannon, 1948）。

广义信息在大多数地方指除了随机性还涉及语言模糊性的信息，主要也是指语义信息
。

### 语义信息研究
语义信息研究，即如何度量语义信息的研究，最早可以追溯到Weaver，Bar-Hillel，Carnap, Popper等人。Weaver提出信息论研究应当从Shannon信息发展到语义信息；Bar-Hillel和Carnap提出用逻辑概率度量语义信息；Popper则提出用语义信息标准评价命题的价值和科学理论的进步，并得出结论：命题的逻辑概率越小，并且经得起证伪，其信息量就越大。越是把偶然的事件预测准了，信息量就越大。其证伪理论对科学哲学产生了深远影响。

### 意义
语义信息度量对于优化信息交流意义重大，对认识论及哲学基本问题都有重要意义。Floridi提出，语义信息的研究将带来哲学重大转折，在西方产生很大反响。但是目前还没有一致认可的度量公式。关于语义信息度量存在两个倾向，一种是在Shannon信息论的基础上改进（Adriaans, 2010; Lu，1999），另一种是另起炉灶（Floridi，2011）。究竟哪一种合理，这要看所得到的信息公式是符合常理，是否具有解释力。理论的竞争（Adriaans, 2010）和发展正在继续。 　